# داميون هال
داميون هال (بالإنجليزية: Damion Hall)‏ هو مغني أمريكي، ولد في 6 يونيو 1968 في بروكلين في الولايات المتحدة.

## وصلات خارجية
- داميون هال على موقع ميوزك برينز (الإنجليزية)
- داميون هال على موقع ديسكوغز (الإنجليزية)